# فریژر
فریژر (به انگلیسی: Frasier)، (به تلفظ آمریکاییِ ˈfreɪzər) نام یک مجموعه تلویزیونی آمریکایی است که در ۱۱ فصل از شبکهٔ NBC پخش شد. پخش این مجموعه در ۱۶ سپتامبر ۱۹۹۳ آغاز شد و در ۱۳ مه ۲۰۰۴ به پایان رسید. این برنامه توسط دیوید آنجل، پیتر کیسی و دیوید لی تهیه و تولید شده‌است. (به عنوان Grub Street Productions در ارتباط با Grammnet (2004) و Paramount Network Television).
این سریال به عنوان اسپین آف Cheers ساخته شد. داستان یک روان پزشک Frasier Crane (به پارسی فریژر کرین) است که به زادگاهش سیاتل باز می گردد، با پدر و برادرش ارتباط می گیرد و دوستان جدید میابد. او زندگی جدیدی را به عنوان مجری برنامه رادیویی شروع می کند.
در فریزیر کلسی گرامر، جین لیوز، دیوید هاید پیرس، پری گیلپین و جان ماهونی بازی کردند. این نمایش را منتقدان تحسین کردند. این سریال و بازیگرانش، سی و هفت جایزه Primetime Emmy برنده شدند؛ که در آن زمان یک رکورد برای یک فیلم بود. همچنین فریژر برای پنج سال متوالی جایزه Primetime Emmy را برای سریال‌های کمدی برجسته دریافت کرد.